# 삼국유사면
삼국유사면(三國遺事面)은 대한민국 대구광역시 군위군 동부의 면으로, 2021년에 본래 지명인 고로면에서 현재의 지명으로 변경했다. 넓이는 114.60km2이고, 인구는 2012년 기준으로 1,386명이다. 경상북도 의성군 춘산면, 청송군 현서면, 영천시 화북면, 화남면, 화산면, 신녕면과 접한다.
2010년 12월 1일에 군위댐이 건설됨에 따라, 면소재지와 주변 마을이 모두 수몰됐다. 이에 따라 면사무소를 한국수자원공사 군위댐지사 북쪽으로 이전했으며, 보건지소와 노인회관을 결합한 복합청사 형태로 신축했다. 면사무소 주변으로는 삼국유사치안센터와 농협 하나로마트가 있다. 시내버스 정류장도 복합청사 주변으로 형성되어 있으며, 신녕/삼국유사문화회관방향 정류장은 하나로마트 앞에 있고 대구/화수리방향 정류장은 하나로마트 북측에 있다. 군위댐이 완공된 후에는 2018년 3월 22일 화수리에 군위정수장이 신설됐다.
2025년 2월 24일부터 삼국유사면으로 운행 중인 급행9-2번의 종점은 면사무소 동쪽인 화북/현서 방향의 삼국유사면 문화관에 있다.

## 지명 유래
옛 이름은 고로실(현재의 괴산리)이라는 옛 지명에서 이름을 딴 고로면(古老面)이었고, 의흥군의 영역이었다. 그러나 (의흥군의 군위군 통폐합을 포함하여) 고로면은 일제강점기에 있었던 행정구역 개편 과정에서 일본 제국 당국이 일방적인 식민지 지배 편의를 위하여 붙여진 지명이었기 때문에 지역 주민들 사이에서 면 이름을 바꿔야 한다는 의견이 제기되었고, 군위군청에서도 지명 변경을 추진하여 2021년 1월 1일을 기해 삼국유사면으로 개칭했다. 현재의 지명은 화북리에 고려 시대의 승려 일연이 《삼국유사》를 저술하고 입적한 사찰인 인각사(麟角寺) 터가 있는 것에서 유래되었다.

## 연혁
- 신라시대 (467년) : 고로부곡(古老部曲)이라 칭해 왔음.
- 고려 현종 9년(1018년) : 안동군에 귀속되었음.
- 1062년 : 귀산현 , 부림현을 병합하여 의흥군으로 유치.
- 조선 태종 13년(1408년) : 의흥군 소수면과 의성군 소야면으로 분리.
- 1914년 : 군위군 고로면이 설치됨.
- 2009년 12월 15일 : 군위댐 건설에 따른 면소재지 수몰로 통합 청사 이전 및 준공[5]
- 2021년 1월 1일: 고로면을 삼국유사면으로 개칭.
- 2023년 7월 1일: 경상북도에서 대구광역시로 편입됨.

## 행정 구역
- 학성리(鶴城里): 행정복지센터 소재지
- 화수리(華水里)
- 화북리(華北里)
- 괴산리(槐山里)
- 장곡리(長谷里)
- 인곡리(仁谷里)
- 양지리(陽地里)
- 낙전리(樂田里)
- 가암리(加岩里)
- 석산리(石山里)
- 학암리(鶴岩里)

## 교육
본래 삼국유사면에는 초등학교 3개교, 중학교 1개교가 있었으나, 초등학교 1개교를 제외하고 수몰되거나 폐교됐다. 초등학교는 면 북쪽의 의흥초등학교로, 중학교는 의흥향교 근처의 의흥중학교로 통합되었다.
- 고로초등학교 (학성리 149-3 소재, 2008년 수몰)
- 대구의흥초등학교 석산분교
- 화수초등학교 (화수리 963-1 소재, 폐교)
- 고로중학교 (학성리 196 (또는 157-4) 소재, 수몰)